# 环庚三烯酮
环庚三烯酮（英語：Tropone，也称为2,4,6-环庚三烯-1-酮，2,4,6-cycloheptatrien-1-one）是一种非苯环组成的带有芳香性的有机化合物，其结构中包括共轭的三烯与羰基，在其结构上加上羟基则为环庚三烯酚酮。
环庚三烯酮的衍生物包括生物分子秋水仙素等。